# Louis de Beaufront

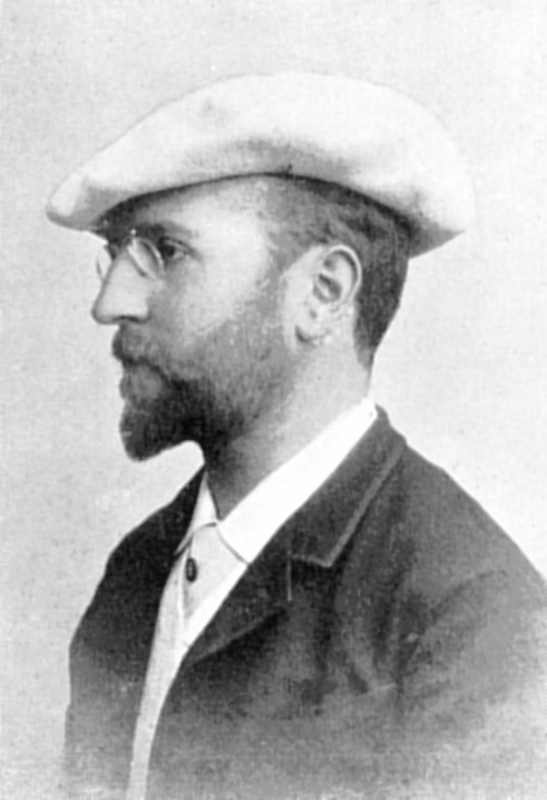
Portret van de als Louis Eugène Albert Chevreux geboren Esperantist en Idist

Louis de Beaufront (Parijs, 3 oktober 1855 – Thézy-Glimont, 8 januari 1935) was een vooraanstaand Franse idist en daarvoor esperantist. Hij behoorde tot de eerste Franse esperantisten, daar hij reeds in 1888 het Esperanto leerde. Hij was zeer actief in het publiceren over die taal, zo gaf hij de tweetalige publicatie L'Espérantiste (Frans en Esperanto) uit vanaf 1898. Beaufront was lid van de door Louis Couturat in het leven geroepen internationale delegatie voor het verkiezen van een internationale verkeerstaal, waarin hij (in naam) de esperantisten vertegenwoordigde. Hij had echter ook in enige mate bijgedragen aan enkele voorstellen voor aanpassingen aan het Esperanto. Beaufront wordt dus tot de medegrondleggers van het Ido gerekend. Daarna bleef hij L'Espérantiste enkele jaren uitgeven als een medium voor het Ido. Pas in 1910 werd het blad herdoopt tot La Langue Auxiliaire. Organe propagateur de l'Ido.
- Bibsys: 90610567
- Biblioteca Nacional de Chile: 000559758
- Bibliothèque nationale de France: cb11168379r (data)
- CiNii: DA14909354
- Gemeinsame Normdatei: 130448877
- International Standard Name Identifier: 0000 0000 8134 6142
- Library of Congress Control Number: no94021277
- Nationale Bibliotheek van Tsjechië: mzk2009533965
- Nationale Bibliotheek van Israël: 987007295059105171
- Nationale Bibliotheek van Polen: a0000001765232
- Nederlandse Thesaurus van Auteursnamen: 069591911
- LIBRIS: 256167
- Système universitaire de documentation: 057003343
- Virtual International Authority File: 55254995
- WorldCat: E39PBJptWy3w48jHh8HqyV9CcP